# Стронский, Станислав
Станислав Стронский (пол. Stanisław Stroński; 18 августа 1882, Ниско — 30 октября 1955, Лондон) — польский историк, филолог, публицист, общественно-политический деятель. Профессор (1910).

## Биография
Родился в г. Ниско (ныне город Подкарпатского воеводства, Польша) в семье инженера. Гимназию окончил в г. Новый Сонч (ныне город Малопольского воеводства, Польша). В 1900-02 изучал романскую филологию в Ягеллонском университете; в 1902-03 — романистику и славистику в Венском университете, в 1903 г. продолжил обучение в Львовского университета, в 1904-05 — в Сорбонне (Париж, Франция). С 1905 — школьный учитель во Львове. В 1906 г. в Сорбонне защитил докторскую диссертацию на тему: «Le troubadour Elias de Barjols».
В 1906-09 гг. проводил научные исследования во Франции и Италии. В 1909 на основании труда «Le troubadour Folquet de Marseille» получил хабилитацию в Ягеллонском университете. С 1909 — приват-доцент, с 1910 — профессор Ягеллонского университета. В начале XX века выступал противником реформы избирательного законодательства в пользу русинов в Восточной Галиции («Przeciw takiej reformie wyborczej»; 1913). После окончания Первой мировой войны отстаивал принадлежность Восточной Галиции к Польше («Documents ruthéno-ukrainiens»; 1919). С 1927 — профессор Католического университета в Люблине. Основатель и главный редактор влиятельных газет «Rzeczpospolita» (1920-24) и «Warszawianka» (1924-26).
После начала Второй мировой войны — в эмиграции в Великобритании. Заместитель председателя совета министров и министр информации и документации (1940-43) в правительстве Владислава Сикорского. Основатель (1945) и первый председатель (до 1951) Исторического института В. Сикорского в Лондоне (Великобритания). С 1951 г. — профессор Польского университета за границей.
Специализировался на истории французской и польской литератур («Notes sur quelques troubadours protecteurs et des troubadours» (1907), «Recherches historiques sur quelques protecteurs des troubadours» (1907), «Wpływ Dantego w Grobie Agamemnona“ Słowackiego» (1909), «Trubadurzy w legendzie i w rzeczywistości» (1913), «Przygody dworne trubadura Bertranda de Born» (1913), «Adam Mickiewicz et le Romantisme» (1923), «La poésie et la réalité aux temps des Troubadours», (1943), «Tristan i Iseult» (1952), «Wielkość Leonarda»; 1953). Был автором многочисленных полемически-публицистических трудов, посвященных новейшей истории, в том числе и польско-российским отношениям («Polska polityka zagraniczna 1934-1935» (1935), «Spór o dwie konstytucje 1921 и 1935» (1944), «O układzie polsko-rosyjskim z 30 VII 1941» (1951), «Polityka Rządu Polskiego w czasie II wojny światowej»; 1951).
Умер в Лондоне.